# Wanna One
Wanna One (tiếng Hàn: 워너원) là một nhóm nhạc nam Hàn Quốc được thành lập bởi CJ E&M thông qua mùa thứ hai của Produce 101. Nhóm bao gồm 11 thành viên: Kang Daniel, Park Ji-hoon, Lee Dae-hwi, Kim Jae-hwan, Ong Seong-wu, Park Woo-jin, Lai Kuan-lin, Yoon Ji-sung, Hwang Min-hyun, Bae Jin-young và Ha Sung-woon. Nhóm ra mắt vào ngày 7 tháng 8 năm 2017, trực thuộc Swing Entertainment và CJ E&M. Hợp đồng của họ kết thúc vào ngày 31 tháng 12 năm 2018, nhưng hoạt động cuối cùng của họ với tư cách là một nhóm là buổi hòa nhạc cuối cùng của họ vào ngày 24–27 tháng 1 năm 2019.

## Lịch sử

### Trước khi ra mắt
Trước khi tham gia Produce 101 Mùa 2, một số thành viên đã có nhiều hoạt động nghệ thuật và thành tích nhất định:
- Năm 2007, Park Ji-hoon đã trở thành một diễn viên nhí. J-hoon xuất hiện trong một số bộ phim như "Hãy cười lên nào" của MBC hay "Đức vua và tôi" của SBS.[2] Jihoon còn xuất hiện trong một số chương trình truyền hình cùng với SS501, Big Bang.[3]
- Năm 2009, Park Woo-jin từng xuất hiện trên Superstar K, một chương trình tìm kiếm tài năng âm nhạc của Hàn Quốc nhưng đã bị loại.
- Năm 2012, Hwang Min-hyun ra mắt trong nhóm nhạc nam NU'EST và Kim Jae-hwan xuất hiện trong chương trình Korea's Got Talent 2 nhưng đã bị loại ở vòng bán kết.
- Năm 2014, Ha Sung-woon ra mắt trong nhóm nhạc nam Hotshot.
- Năm 2016, Kim Jae-hwan đã giành được chiến thắng trước ca sĩ gạo cội Yoon Dohyun ở một tập khi tham gia God's voice.
- Bae Jin-young là một thực tập sinh của C9 Entertainment và được đào tạo trong 10 tháng.
- Năm 2016, Lee-DaeHwi hoạt động trong công ty Brand New Music.

### Produce 101 Mùa 2
Ngày 7 tháng 4 năm 2017, tập đầu tiên của Produce 101 Mùa 2 được phát sóng. Chương trình kéo dài trong vòng 11 tuần. Tổng cộng 11 tập đã được phát sóng và 9 bài hát được phát hành. Ngày 16 tháng 6 năm 2017, tập cuối của Produce 101 Mùa 2 đã được phát sóng trực tiếp và 11 thành viên chính thức được lựa chọn:
1. Kang Daniel (1.578.837 phiếu bầu)
2. Park Ji-hoon (1.136.014 phiếu bầu)
3. Lee Dae-hwi (1.102.005 phiếu bầu)
4. Kim Jae-hwan (1.051.735 phiếu bầu)
5. Ong Seong-wu (984.756 phiếu bầu)
6. Park Woo-jin (937.379 phiếu bầu)
7. Lai Kuan-lin (905.875 phiếu bầu)
8. Yoon Ji-sung (902.098 phiếu bầu)
9. Hwang Min-hyun (862.719 phiếu bầu)
10. Bae Jin-young (807.749 phiếu bầu)
11. Ha Sung-woon (790.302 phiếu bầu)

### 2017: Ra mắt chính thức với1x1=1 (To Be One)và1-1=0 (Nothing Without You)

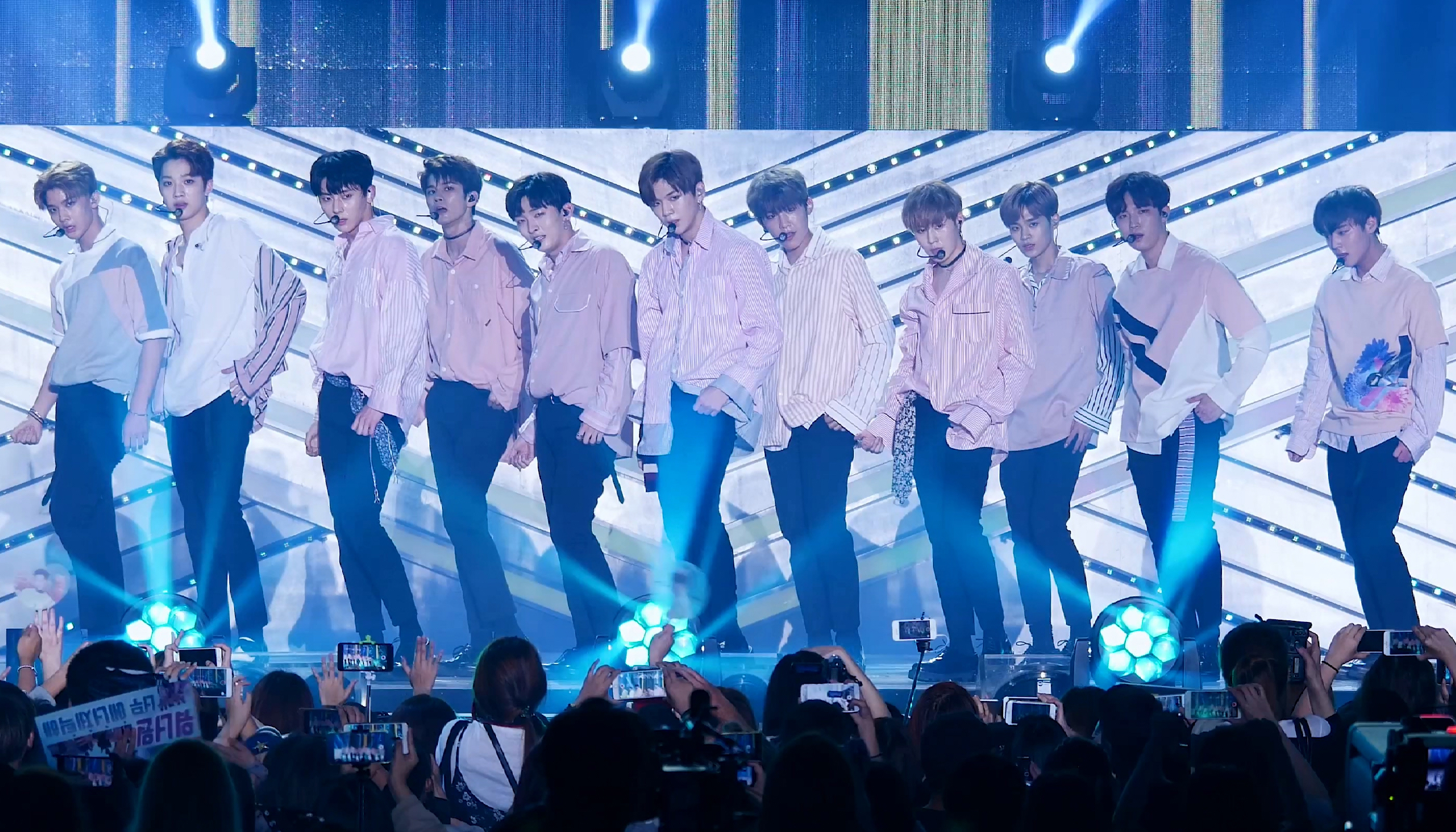
Wanna One biểu diễn tại 2017 INK Concert vào ngày 9 tháng 9 năm 2017.

Wanna One  kí hợp đồng độc quyền với YMC Entertainment và chính thức ra mắt bằng một sự kiện mang tên Wanna One Premier Show-Con (Show-Con là sự kết hợp giữa hai từ 'Showcase' và 'Concert') được tổ chức tại Gocheok Sky Dome vào ngày 7 tháng 8 năm 2017. Wanna One dự kiến sẽ phát sóng chương trình thực tế đầu tiên của nhóm, Wanna One GO!, trong đó hai thành viên sẽ được bắt cặp với nhau và không được cách xa nhau quá 1 mét trong vòng một ngày, vào ngày 3 tháng 8 lúc 19:40 (KST).
Ngày 7 tháng 7, Wanna One chính thức công bố tên cộng đồng fan hâm mộ (fandom) của nhóm, "Wannable" (tiếng Hàn: 워너블; Romaja: Woneobeul). Cái tên là sự kết hợp của "Wanna" và "Able", mang ý nghĩa "những gì Wanna One và các fan mong ước đều có thể đạt được".
Từ ngày 16 đến ngày 27 tháng 7, video clip giới thiệu của 11 thành viên lần lượt được tung ra.
Ngày 28 tháng 7, Wanna One xác nhận nhóm sẽ ra mắt với mini-album đầu tay 1x1=1 (To Be One). Mini-album sẽ được phát hành vào ngày 7 tháng 8 và bài hát chủ đề sẽ do các fan bình chọn giữa hai bài hát "Burn It Up" (tiếng Hàn: 활활; Romaja: Hwalhwal) và "Energetic" (tiếng Hàn: 에너제틱; Romaja: Eneojetik).
Ngày 3 tháng 8, Wanna One thông báo bài hát chủ đề của mini-album là "Energetic" với 2.227.041 lượt bình chọn trên tổng số 2.692.776. Bài hát được đồng sáng tác bởi Flow Bow và Hui của Pentagon với phần lời được viết bởi Hui và Wooseok của Pentagon. 06:00 PM (KST) ngày 7 tháng 8 năm 2017, 1x1=1 (To Be One) chính thức được phát hành tại các cửa hàng và các trang nghe nhạc trực tuyến cùng với video âm nhạc của bài hát chủ đề "Energetic".
Ngày 10 tháng 8, video âm nhạc của bài hát "Burn It Up" được phát hành.
Ngày 27 tháng 9, Wanna One phát hành mini-album 1x1=1 (To Be One) tại Nhật Bản.
Ngày 28 tháng 8, Wanna One tung ra teaser cho album tái phát hành 1-1=0 (Nothing Without You) dự kiến được phát hành vào tháng 11.
Ngày 13 tháng 11, nhóm tung ra album tái phát hành 1-1=0 (Nothing Without You) với ca khúc chủ đề "Beautiful".
Ngày 13 tháng 12, phiên bản tiếng Nhật của 1-1=0 (Nothing Without You) chính thức được phát hành.
Ngày 25 tháng 11, các thành viên của Wanna One đã có mặt tại Việt Nam để tham gia MAMA Premiere in Vietnam 2017 được tổ chức tại Nhà hát Hoà Bình, Thành phố Hồ Chí Minh. Tại đó nhóm đã nhận được giải thưởng Best of Next. Nhóm cũng đã nhận được giải thưởng tại Mnet Asia Music Awards 2017 lần lượt là Best New Artist - Male ở Nhật Bản và Best Male Group ở Hồng Kông.

### 2018:0+1=1 (I Promise You),1÷x=1 (Undivided), chuyến lưu diễn quốc tế và album phòng thu đầu tiên1¹¹=1 (Power of Destiny)
Tháng 2 năm 2018, Wanna One thông báo nhóm sẽ trở lại vào ngày 19 tháng 3 với một mini-album mang tên 0+1=1 (I Promise You).
Ngày 5 tháng 3, Wanna One phát hành ca khúc đặc biệt "I.P.U" (tiếng Hàn: 약속해요; Romaja: Yaksokhaeyo, viết tắt của "I Promise You") để kỉ niệm 333 ngày kể từ khi các thành viên xuất hiện trên Produce 101 Mùa 2.
Ngày 19 tháng 3, album 0+1=1 (I Promise You) cùng bài hát chủ đề "Boomerang" chính thức được phát hành. 0+1=1 (I Promise You) có số lượng đặt trước hơn 700.000 nghìn bản, trở thành album có lượng đặt trước nhiều nhất của Wanna One tại thời điểm đó.
Vào tháng 4, Wanna One tiết lộ nhóm sẽ tách ra thành các nhóm nhỏ và hợp tác cùng các nhà sản xuất như Dynamic Duo, Zico, Nell và Heize để quảng bá album đặc biệt tiếp theo mang tên 1÷x=1 (Undivided) sẽ được phát hành vào ngày 4 tháng 6 với bài hát chủ đề "Light" (tiếng Hàn: 켜줘; Romaja: Kyeojwo). Cùng với sự trở lại của chương trình thực tế riêng của nhóm mang tên Wanna One Go X-CON, thông qua đó Wanna One cũng công bố quá trình phân chia nhóm nhỏ và chọn lựa nhà sản xuất để hợp tác:
- Lean On Me (린온미) - Jisung, Sungwoon, Minhyun: hợp tác cùng với Nell.
- No. 1 (남바완) - Jihoon, Jinyoung, Kuanlin: hợp tác cùng với Dynamic Duo.
- The Heal (더힐) - Seongwu, Daehwi: hợp tác cùng với Heize.
- Triple Position (트리플 포지션) - Jaehwan, Daniel, Woojin: hợp tác cùng với Zico.

Wanna One cũng công bố về tour lưu diễn đầu tiên của nhóm mang tên "One: The World", tour diễn bao gồm 20 đêm diễn và sẽ đi qua 14 thành phố trên khắp thế giới, bắt đầu từ ngày 1 tháng 6.
Ngày 31 tháng 5, Wanna One thông báo rằng nhóm sẽ chuyển công ty quản lý từ YMC Entertainment sang Swing Entertainment vào ngày 1 tháng 6 năm 2018 và Swing Entertainment sẽ quản lý nhóm từ ngày 1 tháng 6 đến khi hợp đồng của Wanna One hết hạn vào ngày 31 tháng 12 năm 2018.
Cuối tháng 10 năm 2018, Wanna One phát hành một teaser video và tiết lộ tên album phòng thu đầu tiên của nhóm là 1¹¹=1 (Power of Destiny). Album sẽ được phát hành vào ngày 19 tháng 11 năm 2018. Theo như thông báo chính thức đây sẽ là album cuối cùng Wanna One dành cho các fan của mình trước khi tan rã. Ca khúc chủ đề trong album 1¹¹=1 (Power of Destiny) mang tên "Spring Breeze" đã All-kill các bảng xếp hạng tại Hàn chỉ sau hai tiếng phát hành.
Ngày 6 tháng 11, ca khúc "Beautiful" của Wanna One đã xuất sắc giành được giải Daesang đầu tiên Song of the Year tại MBC Plus x Genie Music Awards 2018.
Ngày 2 tháng 12, Wanna One đã nhận được giải Daesang thứ hai Best Record of the Year tại Melon Music Awards 2018.
Ngày 20 tháng 12, Wanna One đã nhận được giải Daesang thứ ba Artist of the Year tại Korea Popular Music Awards 2018.

### 2019: Kết thúc hợp đồng với Swing Entertainment và buổi hòa nhạc cuối cùng
Ngày 18 tháng 12 năm 2018, Swing Entertainment đã đưa ra một tuyên bố chính thức rằng hợp đồng của nhóm sẽ kết thúc đúng vào ngày dự kiến ban đầu, ngày 31 tháng 12 năm 2018. Swing cũng tuyên bố rằng, tất cả các công ty quản lý đã đi đến một thỏa thuận cho phép các thành viên được tham dự vào các lễ trao giải âm nhạc cuối năm đã được lên lịch trước đó trong tháng 1 năm 2019.
Nhóm sẽ kết thúc mọi hoạt động sau buổi concert cuối cùng mang tên 'Therefore' được diễn ra trong vòng 4 ngày từ ngày 24 - 27 tháng 1. Concert được tổ chức tại Gocheok Sky Dome ở Seoul, nơi nhóm tổ chức buổi Show-Con đầu tiên.
Vào ngày 27 tháng 1, sau lần chào tạm biệt cuối cùng cho fan, nhóm đã chính thức tan rã, không tham gia bất kì hoạt động nào sau đó.

### Sau khi tan rã
Sau khi tan rã, các thành viên sẽ quay về công ty quản lý cũ và tiếp tục hoạt động riêng của mình.
- Daniel và Jisung quay về MMO Entertainment. Ngày 31 tháng 1 năm 2019, hợp đồng với MMO kết thúc và cả hai sẽ được quản lý bởi LM Entertainment (công ty con mới thành lập của Stone Music Entertainment).
  - Vào ngày 2 tháng 2 năm 2018, LM đã ký kết một bản hợp đồng tiêu chuẩn với Daniel và Jisung dưới tư cách công ty quản lý nghệ sĩ văn hóa đại chúng. Hợp đồng độc quyền này sẽ bắt đầu có hiệu lực vào ngày 2 tháng 2 năm 2019, tuy nhiên Daniel đã yêu cầu chấm dứt hợp đồng độc quyền 1 ngày trước khi nó chính thức có hiệu lực. Lý do là vì vào ngày 28 tháng 1 năm 2019, LM đã ký hợp đồng với bên thứ ba và chuyển giao mọi quyền, bao gồm thông tin sản xuất, quản lý và những quyền lợi độc quyền cho sự phát triển của Daniel mà không có sự đồng ý trước từ Daniel. Hành vi tự chủ của LM đã phá vỡ nguyên tắc thỏa thuận cũng như niềm tin mà Daniel dành cho công ty. Daniel đã gửi đơn kiểm duyệt nội dung về yêu cầu thay đổi hợp đồng độc quyền đến hai lần vào ngày 1 tháng 2 và ngày 4 tháng 3.
  - Ngày 21 tháng 3, vì thỏa thuận cuối cùng giữa hai bên không thành công nên Daniel đã nộp đơn xin tạm xử để đình chỉ hợp đồng độc quyền. Phiên điều trần xét xử về đơn xin đình chỉ hiệu lực hợp đồng mà phía Daniel nộp sẽ được mở vào ngày 5 tháng 4 tại Tòa án Trung tâm Quận Seoul. Tuy nhiên, nó đã bị trì hoãn bởi yêu cầu thay đổi tòa án từ phía LM, nhưng do yêu cầu không được chấp nhận nên Tòa án Trung tâm Quận Seoul sẽ tiếp tục đảm nhận phiên điều trần này, nó sẽ được mở vào lại ngày 24 tháng 4.
  - Dưới đây là quyết định chính thức của thẩm phán tại phiên điều trần ngày 24 tháng 4: "Vụ việc hiện đã được đưa tin trên các phương tiện truyền thông, lưu ý về việc phía Kang Daniel đang yêu cầu xét xử riêng. Ngày thẩm vấn hôm nay đã kết thúc. Tòa án cho phép cả hai bên nộp thêm những tài liệu bổ sung trong khoảng thời gian hai tuần và sẽ lên lịch lại cho việc điều tra". Phía Daniel sẽ nộp lên những tài liệu bổ sung trong vòng một tuần, LM sẽ nộp lên những tài liệu bào chữa đối với tài liệu từ phía Daniel trước ngày 8 tháng 5. Như vậy, kết quả cuối cùng sẽ có sau ngày 8 tháng 5.
  - Ngày 10 tháng 5, Tòa án Trung tâm Quận Seoul đã ra quyết định công nhận toàn bộ yêu cầu phân xử đình chỉ hợp đồng độc quyền mà Kang Daniel đã đệ đơn từ hai tháng trước với bị đơn là LM Ent. Điều này đồng nghĩa rằng Daniel đã thắng kiện và có thể tiếp tục các hoạt động nghệ thuật với tư cách là một người nổi tiếng và LM không được phép can thiệp vào các hoạt động trong tương lai của Daniel.
  - Ngày 13 tháng 5, LM đệ đơn kháng cáo về quyết định đình chỉ hợp đồng độc quyền trước đó của Tòa án Trung tâm Quận Seoul, phiên thẩm vấn đầu tiên sẽ bắt đầu vào ngày 12 tháng 6.
  - Ngày 5 tháng 6, LM xin đổi luật sư biện hộ và một lần nữa tiếp tục kéo dài thêm thời gian bằng cách thay đổi ngày thẩm vấn từ 12 tháng 6 sang 26 tháng 6.
  - Ngày 10 tháng 6, Daniel thành lập công ty quản lý riêng có tên KONNECT Entertainment, đặt trụ sở tại Gangnam, Seoul. Công ty sẽ hoạt động dưới hình thức công ty quản lý một thành viên, tức KONNECT Ent được Daniel thành lập chỉ để quản lý duy nhất Kang Daniel. Cùng với đó là sự thành lập của tập đoàn KD, một công ty sẽ có rất nhiều công ty con trong tương lai, KONNECT là một trong những công ty con của tập đoàn KD và Kang Daniel là giám đốc, tập đoàn KD sẽ thiết lập các công ty con thuộc nhiều lĩnh vực khác nhau và tập trung vào các hoạt động ngoài ngành giải trí.
  - Ngày 26 tháng 6, tại phiên tòa kháng cáo của LM Ent, LM đã bày tỏ mong muốn được hợp tác với KONNECT Ent sau khi vụ kiện kết thúc. Đáp lại lời đề nghị trên, đại diện pháp lý của Kang Daniel cho biết: "Chúng tôi không có ý định hợp tác trong khi niềm tin đã không còn". Phiên điều trần tiếp theo sẽ diễn ra vào ngày 10 tháng 7, tại đây sẽ có phán quyết cuối cùng và từ giờ cho đến lúc đó, hai bên sẽ tiếp tục đưa ra các tài liệu liên quan để tăng cơ hội thắng kiện.
  - Sau khi các bên hoàn thiện hồ sơ pháp lý vào ngày 10 tháng 7, thì vào ngày 11 tháng 7, đại diện pháp lý của Kang Daniel đã đưa ra thông báo như sau: "Phòng Nội vụ thứ 51 của Tòa án Trung tâm Quận Seoul đã đưa ra quyết định vào ngày hôm nay (11/7), rằng họ không chấp thuận đơn kháng cáo được nộp lên từ phía LM Ent vào ngày 13 tháng 5 và đồng thời phê chuẩn, chấp thuận những quyết định đã được đưa ra vào ngày 10 tháng 5 về việc đình chỉ hợp đồng độc quyền."[23] Theo đó quyết định, hợp đồng độc quyền giữa LM Ent và Kang Daniel chính thức bị đình chỉ hiệu lực.[24]
    - Daniel sẽ bắt đầu sự nghiệp với vai trò là nghệ sĩ solo. Daniel hiện đang tự sáng tác và viết lời để chuẩn bị cho album ra mắt của mình mang tên "color on me" được phát hành vào ngày 25 tháng 7 năm 2019.[25]

  - Jisung ra mắt dưới tư cách là một nghệ sĩ solo vào ngày 20 tháng 2 năm 2019 với mini-album đầu tay mang tên Aside và ra mắt dưới tư cách là một diễn viên nhạc kịch thông qua vở nhạc kịch mang tên "The Days". Ngày 25 tháng 4, Jisung đăng tải bức thư trên fancafe cá nhân để thông báo với các fan về việc mình sẽ nhập ngũ vào ngày 14 tháng 5, lịch xuất ngũ dự kiến của Jisung là ngày 13 tháng 12 năm 2020.
- Jihoon quay về Maroo Entertainment và ra mắt dưới vai trò là một nghệ sĩ solo vào ngày 26 tháng 3 năm 2019 với mini-album O'CLOCK và đĩa đơn L.O.V.E. Sau đó Maroo xác nhận Jihoon sẽ vào vai Go Youngsoo trong bộ phim truyền hình "Biệt đội hoa hòe: Trung tâm mai mối Joseon" của đài JTBC. Bộ phim đã được bấm máy vào tháng 4 và sẽ lên sóng từ ngày 16 tháng 9 năm 2019, ngay sau khi bộ phim "Khoảnh Khắc Tuổi 18" có sự tham gia diễn xuất của Seongwu kết thúc.
- Daehwi và Woojin ra mắt và hoạt động trong nhạc nam mới của công ty chủ quản Brand New Music có tên "AB6IX", nhóm gồm 5 thành viên và chính thức ra mắt vào ngày 22 tháng 5 năm 2019.
  - Daehwi sẽ debut dưới vai trò diễn viên thông qua Web drama mới của đài SBS Mobidic mang tựa đề "Yeonnam-dong Global House".[26] Daehwi sẽ vào vai nam chính - Dong Jinwoo và vai nữ chính Kang Yoona sẽ do Kang Minah - người được biết đến thông qua web drama "A-TEEN 2" đảm nhận. Phim dự kiến sẽ được bấm máy vào ngày 12 tháng 8 và lên sóng vào tháng 10 tới.
- Jaehwan đã thành thực tập sinh của Stone Music Entertainment và chính thức ra mắt solo dưới trướng Swing Entertainment vào ngày 20 tháng 5 năm 2019 với mini-album Another và đĩa đơn Begin Again.
- Seongwu được Fantagio xác nhận là nam chính trong bộ phim truyền hình dành cho giới trẻ của đài JTBC có tên "Khoảnh Khắc Tuổi 18". Phim đã được khai máy vào ngày 17 tháng 4 và 16 tập của bộ phim sẽ chính thức được lên sóng từ ngày 22 tháng 7 năm 2019.
- Kuanlin được Cube Entertainment xác nhận là nam chính trong bộ phim truyền hình Trung Quốc có tên "Câu chuyện nhỏ về mối tình đầu tiên". Kuanlin đã ra mắt trong nhóm nhỏ mới của Cube là "WOOSEOK X KUANLIN" cùng với Wooseok của Pentagon,[27] đây là nhóm nhỏ tiếp theo của Cube sau "Trouble Maker" và "Triple H". Ngày 20/7/2019 Lai Kuanlin tuyên bố rời CUBE entertainment, với lý do công ty này đã bí mật chuyển hợp đồng của mình cho bên thứ ba là Tajoy Entertainment từ tháng 1/2018 với giá gấp 10 lần mà không có sự đồng ý của Lai Kuanlin hay người giám hộ của Kuanlin, ngoài ra CUBE entertainment còn có dấu hiệu giả mạo chữ ký và con dấu của Lai Kuanlin và bố mẹ anh ấy. Phiên tòa đầu tiên về vụ kiện này được tiến hành vào ngày 23/8.
- Ngày 17/6/2021, sau hai năm, Lai Kuanlin chính thức thắng kiện. Tòa án quận Seoul đã ra phán quyết: "Chúng tôi xác nhận rằng hợp đồng độc quyền được ký kết giữa nguyên đơn và bị đơn không có hiệu lực, bị đơn phải chịu chi phí kiện tụng".[28]
- Ngày 25/9/2021, Lai Kuanlin phát hành phim ngắn đầu tiên "𝐄𝐌 𝐂𝐇𝐔 𝐄𝐌 𝐍𝐈𝐄 𝐙𝐈 𝐁𝐎" (dịch: Cuộc chiến đông xuân), đánh dấu lần ra mắt đầu tiên với công chúng trong vai trò đạo diễn.[29]
- Minhyun quay về Pledis Entertainment và tiếp tục hoạt động với NU'EST. Ngoài ra, Minhyun sẽ tham gia diễn xuất trong một vở nhạc kịch mang tên "Marie Antoinette".[30] Vở nhạc kịch sẽ được trình diễn từ ngày 24 tháng 8 đến ngày 17 tháng 11 năm 2019 tại Trung tâm nghệ thuật D-Cube ở Seoul, Hàn Quốc.[31]
- Jinyoung quay về C9 Entertainment và bắt đầu các hoạt động solo của mình cho đến hết nửa đầu năm 2019, đây sẽ là bước đệm cho màn ra mắt cùng với nhóm nhạc nam mới của C9 là "CIX" vào nửa sau của năm 2019. Sau khi ra mắt solo vào ngày 26 tháng 4 và hoàn thành các hoạt động cá nhân của mình thì vào ngày 26 tháng 6, C9 ấn định lịch ra mắt của CIX là vào ngày 23 tháng 7 năm 2019 với mini-album 'HELLO' Chapter 1. Hello, Stranger.[32][33]
- Sungwoon quay về Star Crew Entertainment, chính thức ra mắt solo vào ngày 28 tháng 2 năm 2019 và sẽ tiếp tục hoạt động với HOTSHOT.

### 2021: Tái hợp
Ngày 15/11/2021, ban tổ chức MAMA 2021 đã thông báo nhóm nhạc Wanna One và nhóm nhảy của "Street Woman Fighter" sẽ tham gia biểu diễn tại lễ trao giải tổ chức ngày 11/12. Yonhap News cũng đưa tin 10 thành viên đều đã xác nhận tham gia, trừ Lại Quán Lâm do đang hoạt động ở Trung Quốc. Đây là lần đầu nhóm tái hợp sau gần 3 năm tan rã.

## Thành viên
| Tên khai sinh | Tên khai sinh | Tên khai sinh    | Tên khai sinh | Tên khai sinh     | Ngày sinh         | Nơi sinh                           | Vị trí                                      | Công ty quản lý                                | Hoạt động sau khi nhóm tan rã                          |
| Latinh        | Hangul        | Kana             | Hanja Hanzi   | Hán Việt          | Ngày sinh         | Nơi sinh                           | Vị trí                                      | Công ty quản lý                                | Hoạt động sau khi nhóm tan rã                          |
| Yoon Jisung   | 윤지성        | ユン・ジソン     | 尹智聖        | Doãn Trí Thành    | 8 tháng 3, 1991   | Wonju, Gangwon, Hàn Quốc           | Sub Vocal, Leader                           | LM Entertainment                               | Nghệ sĩ solo/ Diễn viên nhạc kịch                      |
| Ha Sungwoon   | 하성운        | ハ・ソンウン     | 河成雲        | Hà Thành Vân      | 22 tháng 3, 1994  | Gwangsan, Gwangju, Hàn Quốc        | Main Vocal                                  | BPM Entertainment                              | Nghệ sĩ solo                                           |
| Hwang Minhyun | 황민현        | ファン・ミニョン | 黃旼炫        | Hoàng Mân Huyễn   | 9 tháng 8, 1995   | Suwon, Gyeonggi, Hàn Quốc          | Lead Vocal, Visual                          | Pledis Entertainment                           | NU'EST/Diễn viên nhạc kịch/ Nghệ sĩ solo/ Diễn viên    |
| Ong Seongwoo  | 옹성우        | オン・ソンウ     | 邕聖祐        | Ung Thánh Hữu     | 25 tháng 8, 1995  | Namdong, Incheon, Hàn Quốc         | Lead Vocal, Lead Dancer, Visual             | Fantagio                                       | Nghệ sĩ solo/ Diễn viên                                |
| Kim Jaehwan   | 김재환        | キム・ジェファン | 金在煥        | Kim Tại Hoán      | 27 tháng 5, 1996  | Gwangyang, Jeolla Nam, Hàn Quốc    | Main Vocal                                  | Thực tập sinh tự do (Đến 31 tháng 12 năm 2018) | Nghệ sĩ solo                                           |
| Kim Jaehwan   | 김재환        | キム・ジェファン | 金在煥        | Kim Tại Hoán      | 27 tháng 5, 1996  | Gwangyang, Jeolla Nam, Hàn Quốc    | Main Vocal                                  | Swing Entertainment (Từ 1 tháng 1 năm 2019)    | Nghệ sĩ solo                                           |
| Kang Daniel   | 강다니엘      | カン・ダニエル   | 姜丹尼爾      | Khương Đan Ni Nhĩ | 10 tháng 12, 1996 | Cheonan, Chungcheong Nam, Hàn Quốc | Center, Sub Vocal, Lead Rapper, Main Dancer | KONNECT Entertainment                          | Nghệ sĩ solo/ CEO của KONNECT Entertainment/ Diễn viên |
| Park Jihoon   | 박지훈        | パク・ジフン     | 朴志訓        | Phác Chí Huân     | 29 tháng 5, 1999  | Changwon, Gyeongsang Nam, Hàn Quốc | Sub Vocal, Lead Dancer, Sub Rapper, Visual  | Maroo Entertainment                            | Nghệ sĩ solo/ Diễn viên                                |
| Park Woojin   | 박우진        | パク・ウジン     | 朴佑鎭        | Phác Hữu Trấn     | 2 tháng 11, 1999  | Yongin, Gyeonggi, Hàn Quốc         | Main Rapper, Main Dancer                    | Brand New Music                                | AB6IX/ Nghệ sĩ solo                                    |
| Bae Jinyoung  | 배진영        | ぺ・ジニョン     | 裴珍映        | Bùi Trân Ánh      | 10 tháng 5, 2000  | Suncheon, Jeolla Nam, Hàn Quốc     | Sub Vocal, Visual                           | C9 Entertainment                               | CIX/ Nghệ sĩ solo                                      |
| Lee Daehwi    | 이대휘        | イ・デフィ       | 李大輝        | Lý Đại Huy        | 29 tháng 1, 2001  | Mokpo, Jeolla Nam, Hàn Quốc        | Lead Vocal                                  | Brand New Music                                | AB6IX/ Diễn viên                                       |
| Lai Kuanlin   | 라이관린      | ライ・クァンリン | 賴冠霖        | Lại Quán Lâm      | 23 tháng 9, 2001  | Lâm Khẩu, Tân Bắc, Đài Loan        | Lead Rapper, Maknae, Visual                 |                                                | Diễn viên/ Đạo diễn                                    |

## Danh sách đĩa nhạc

### Album phòng thu
- 1¹¹=1 (Power of Destiny) (2018)

### Mini-album
- 1X1=1 (To Be One) (2017)
- 0+1=1 (I Promise You) (2018)

### Album tái phát hành
- 1-1=0 (Nothing Without You) (2017)

### Album đặc biệt
- 1÷x=1 (Undivided) (2018)

## Các hoạt động khác

### Chương trình truyền hình
| Năm  | Kênh       | Tên chương trình                                  | Thành viên                                                  | Chú thích                                                 |
| 2017 | KBS2       | Happy Together 3                                  | Jisung, Minhyun, Seongwoo, Daniel, Jihoon                   | Tập 510 - 512                                             |
| 2017 | KBS2       | The Return of Superman                            | Jisung, Seongwoo, Daniel, Jihoon                            | Tập 194, 195                                              |
| 2017 | SBS        | One Night of TV Entertainment                     | Minhyun, Daniel, Jihoon                                     |                                                           |
| 2017 | MBC Every1 | Weekly Idol                                       | Cả nhóm                                                     | Tập 315, 316                                              |
| 2017 | TvN        | SNL Korea 9                                       | Cả nhóm                                                     | Tập 194, 195                                              |
| 2017 | JTBC       | Let's Eat Dinner Together                         | Daniel, Jihoon                                              | Tập 44                                                    |
| 2017 | MBC Music  | Show Champion                                     | Daniel                                                      | MC đặc biệt                                               |
| 2017 | Mnet       | M Countdown                                       | Minhyun, Seongwoo                                           | MC đặc biệt                                               |
| 2017 | MBC        | Idol Men                                          | Cả nhóm                                                     |                                                           |
| 2017 | KBS2       | Immortal Songs: Singing the Legend - Summer Story | Cả nhóm                                                     | Tập 318                                                   |
| 2017 | Mnet       | KCON 2017 LOS ANGELES                             | Cả nhóm                                                     | Seongwoo, Daehwi, Guanlin là MC đặc biệt                  |
| 2017 | MBC        | Infinite Challenge                                | Cả nhóm                                                     | Tập 544                                                   |
| 2017 | MBC        | Section TV Entertainment Communication            | Cả nhóm                                                     |                                                           |
| 2017 | MBC        | It's Dangerous Beyond The Blankets                | Daniel                                                      | Tập 1, 2, 3                                               |
| 2017 | Mwave      | MEET&GREET                                        | Cả nhóm                                                     |                                                           |
| 2017 | MBC        | Infinite Challenge                                | Sungwoon                                                    | Tập 545                                                   |
| 2017 | KBS2       | Hello Counselor                                   | Minhyun, Daniel, Jihoon                                     | Tập 341                                                   |
| 2017 | MBC        | Oppa Thinking                                     | Minhyun, Jaehwan, Daniel, Jihoon, Daehwi                    | Tập 16                                                    |
| 2017 | Channel A  | A Man Who Feeds the Dog                           | Cả nhóm                                                     |                                                           |
| 2017 | SBS        | One Night of TV Entertainment                     | Cả nhóm                                                     |                                                           |
| 2017 | KBS2       | Immortal Songs: Singing the Legend                | Jaehwan                                                     | Tập 322, 323                                              |
| 2017 | KBS1       | Open Concert                                      | Cả nhóm                                                     |                                                           |
| 2017 | Mnet       | KCON 2017 AUSTRALIA                               | Cả nhóm                                                     | Minhyun, Daniel, Daehwi là MC đặc biệt                    |
| 2017 | SBS funE   | 2017 Busan One Asia Festival                      | Daniel                                                      | MC đặc biệt                                               |
| 2017 | SBS        | Running man                                       | Daniel                                                      | Tập 374, 375                                              |
| 2017 | SBS        | Inkigayo                                          | Seongwoo, Daniel                                            | MC đặc biệt                                               |
| 2017 | KBS2       | Immortal Songs: Singing the Legend                | Jaehwan                                                     | Tập 330                                                   |
| 2017 | SBS        | Master Key                                        | Seongwoo, Daniel                                            | Tập 1, 4 - 10                                             |
| 2017 | SBS        | Master Key                                        | Jisung                                                      | Tập 7,9                                                   |
| 2017 | SBS        | Master Key                                        | Sungwoon                                                    | Tập 8                                                     |
| 2017 | KBS World  | K-RUSH                                            | Jisung, Sungwoon, Seongwoo, Jihoon, Woojin, Daehwi, Guanlin |                                                           |
| 2017 | SBS        | 2017 SBS Gayo Daejun                              | Cả nhóm                                                     |                                                           |
| 2017 | KBS2       | 2017 KBS Gayo Daechukje                           | Cả nhóm                                                     | Daniel là MC đặc biệt                                     |
| 2017 | SBS        | 2017 SBS Entertainment Award Grand Prize          | Seongwoo, Daniel                                            |                                                           |
| 2017 | MBC        | 2017 MBC Gayo Daejejeon                           | Cả nhóm                                                     |                                                           |
| 2018 | Olleh TV   | Amigo TV Season 2                                 | Cả nhóm                                                     | Daniel không tham gia                                     |
| 2018 | KBS2       | Happy Together 3                                  | Minhyun, Jaehwan, Daniel, Jinyoung                          | Tập 521, 522                                              |
| 2018 | MBC        | Living Together in Empty Room                     | Seongwoo, Jaehwan, Daniel                                   | Tập 25 - 29                                               |
| 2018 | MBC        | Idol Star Athletics Championships                 | Jinyoung, Guanlin                                           | Thi đấu Bowling                                           |
| 2018 | Mnet       | I Can See Your Voice 5                            | Cả nhóm                                                     | Tập 3                                                     |
| 2018 | MBC        | Show! Music Core                                  | Seongwoo                                                    | MC chính thức (24/02-22/09)                               |
| 2018 | MBC        | King of Mask Singer                               | Daniel                                                      | Người nhận xét                                            |
| 2018 | MBC        | King of Mask Singer                               | Minhyun                                                     | Thí sinh                                                  |
| 2018 | JTBC       | Two Yoo Project Sugar Man                         | Cả nhóm                                                     | Tập 9                                                     |
| 2018 | SBS        | My Little Old Boy                                 | Sungwoon, Minhyun                                           | Tập 79                                                    |
| 2018 | KBS2       | Hello Counselor                                   | Minhyun, Seongwoo, Jaehwan                                  | Tập 360                                                   |
| 2018 | MBC        | Radio Star                                        | Seongwoo, Daniel, Woojin                                    | Tập 560                                                   |
| 2018 | KBS2       | Happy Together 3                                  | Minhyun, Jaehwan, Daniel, Jinyoung                          | Tập 531, 532                                              |
| 2018 | KBS2       | Music Bank in Chile                               | Cả nhóm                                                     | Minhyun, Daehwi là MC đặc biệt                            |
| 2018 | MBC        | Section TV Entertainment Communication            | Cả nhóm                                                     |                                                           |
| 2018 | MBC        | It's Dangerous Beyond The Blankets                | Daniel                                                      | Tập 1 - 10                                                |
| 2018 | KBS2       | School Attack                                     | Cả nhóm                                                     |                                                           |
| 2018 | KBS2       | Music Bank                                        | Daehwi                                                      | MC đặc biệt                                               |
| 2018 | JTBC       | Knowing Brothers                                  | Cả nhóm                                                     | Tập 122, tập 156                                          |
| 2018 | KBS2       | Documentary Three Days                            | Cả nhóm                                                     |                                                           |
| 2018 | MBC Every1 | Weekly Idol 2                                     | Jisung, Sungwoon, Daehwi, Guanlin                           | Tập 350                                                   |
| 2018 | Mnet       | KCON 2018 JAPAN                                   | Cả nhóm                                                     | Minhyun, Daehwi là MC đặc biệt                            |
| 2018 | MBC        | King of Mask Singer                               | Jaehwan                                                     | Thí sinh                                                  |
| 2018 | TvN        | Wednesday Food Talk                               | Jisung, Minhyun, Daehwi                                     | Tập 166                                                   |
| 2018 | Mnet       | M Countdown                                       | Daehwi                                                      | MC đặc biệt                                               |
| 2018 | KBS2       | Battle Trip                                       | Jihoon, Woojin                                              | Tập 90                                                    |
| 2018 | KBS2       | Gag Concert                                       | Jisung, Sungwoon, Daehwi                                    | Tập 946                                                   |
| 2018 | MBC        | New Life For Children Radio                       | Cả nhóm                                                     | Jihoon là người dẫn truyện                                |
| 2018 | Mnet       | M Countdown                                       | Daehwi                                                      | MC đặc biệt                                               |
| 2018 | JTBC       | Idol Room                                         | Cả nhóm                                                     | Tập 1                                                     |
| 2018 | MBC        | Unexpected Q                                      | Jaehwan                                                     | Tập 3                                                     |
| 2018 | JTBC       | Please Take Care of My Refrigerator               | Seongwoo, Daniel                                            | Tập 182                                                   |
| 2018 | MBC        | King of Mask Singer                               | Minhyun, Kuanlin                                            | Người nhận xét                                            |
| 2018 | MBC        | King of Mask Singer                               | Sungwoon                                                    | Thí sinh                                                  |
| 2018 | Mnet       | M Countdown                                       | Minhyun, Daehwi                                             | MC đặc biệt                                               |
| 2018 | Mnet       | M Countdown                                       | Daehwi                                                      | MC đặc biệt                                               |
| 2018 | Mnet       | Produce 48                                        | Daniel                                                      | Tập 1, MC đặc biệt cùng Jeon Somi                         |
| 2018 | Mnet       | KCON 2018 NEW YORK                                | Cả nhóm                                                     | Minhyun, Daehwi là MC đặc biệt                            |
| 2018 | KBS1       | Open Concert                                      | Cả nhóm                                                     |                                                           |
| 2018 | TvN        | Amazing Saturday                                  | Seongwoo, Daehwi                                            | Tập 14                                                    |
| 2018 | SBS        | Law of The Jungle in Sabah                        | Sungwoon, Seongwoo                                          |                                                           |
| 2018 | MBC        | 2018 Korea Music Festival                         | Cả nhóm                                                     | Daniel là MC mở màn                                       |
| 2018 | MBC        | 2018 Korea Music Festival                         | Cả nhóm                                                     | Jisung, Jaehwan là MC đặc biệt                            |
| 2018 | Mnet       | Produce 48                                        | Daehwi                                                      | Tập 10, Nhà sản xuất                                      |
| 2018 | Mnet       | KCON 2018 LOS ANGELES                             | Cả nhóm                                                     | Minhyun, Daehwi là MC đặc biệt                            |
| 2018 | Mnet       | KCON 2018 THAILAND                                | Cả nhóm                                                     | Minhyun, Daehwi là MC đặc biệt                            |
| 2018 | Mnet       | Produce 48                                        | Cả nhóm                                                     | Tập 12 (chung kết), khách mời cùng 6 thành viên của I.O.I |
| 2018 | MBC        | Idol Star Athletics Championships                 | Sungwoon, Jinyoung                                          | Thi đấu Bowling                                           |
| 2018 | KBS2       | Documentary Three Days                            | Cả nhóm                                                     |                                                           |
| 2018 | Mnet       | Visiting teacher                                  | Daehwi                                                      | Tập 4                                                     |
| 2018 | Mnet       | Study With Me                                     | Daehwi                                                      |                                                           |
| 2018 | KBS2       | Happy Together 4                                  | Minhyun                                                     | MC đặc biệt                                               |
| 2018 | MBC        | 2018 Busan One Asia Festival                      | Daniel                                                      | MC mở màn                                                 |
| 2018 | MBC        | 2018 Busan One Asia Festival                      | Minhyun, Woojin                                             | MC đặc biệt                                               |
| 2018 | KBS2       | Dancing High                                      | Woojin                                                      | Tập 8. Giám khảo đặc biệt                                 |
| 2018 | MBC        | King of Mask Singer                               | Daehwi                                                      | Thí sinh                                                  |
| 2018 | Mnet       | The Kkondae Live                                  | Jisung, Sungwoon, Jaehwan, Daehwi                           |                                                           |
| 2018 | TvN        | Weekend Instruction Manual                        | Daniel                                                      |                                                           |
| 2018 | KBS2       | Happy Together 4                                  | Cả nhóm                                                     | Tập 6                                                     |
| 2018 | KBS2       | Celebrity Relay                                   | Cả nhóm                                                     |                                                           |
| 2018 | Olleh TV   | Amigo TV Season 4                                 | Cả nhóm                                                     |                                                           |
| 2018 | JTBC       | Knowing Brothers                                  | Cả nhóm                                                     | Tập 156                                                   |
| 2018 | SBS        | Inkigayo                                          | Daehwi                                                      | MC đặc biệt                                               |
| 2018 | SBS        | 2018 SBS Gayo Daejun                              | Cả nhóm                                                     |                                                           |
| 2018 | JTBC       | Idol Room                                         | Cả nhóm                                                     | Tập 33                                                    |
| 2018 | KBS2       | 2018 KBS Gayo Daechukje                           | Cả nhóm                                                     |                                                           |
| 2018 | MBC        | 2018 MBC Entertainment Awards                     | Daniel                                                      |                                                           |
| 2018 | MBC        | 2018 MBC Gayo Daejejeon                           | Cả nhóm                                                     |                                                           |
| 2019 | MBC        | Show! Music Core                                  | Daehwi                                                      | MC đặc biệt tập 623 (02/03)                               |
| 2019 | SBS        | Inkigayo                                          | Jinyoung                                                    | MC đặc biệt tập 996 (24/03)                               |
| 2019 | SBS        | Law of the Jungle in Thailand                     | Woojin                                                      | Diễn viên                                                 |
| 2019 | Mnet       | M! Countdown                                      | Daehwi                                                      | MC cố định                                                |
| 2019 | MBC        | Show! Music Core                                  | Jinyoung                                                    | MC đặc biệt tập 644 (10/08)                               |
| 2019 | MBC        | Show! Music Core                                  | Jihoon                                                      | MC đặc biệt tập 659 (14/12)                               |
| 2019 | MBC        | Show! Music Core                                  | Jaehwan                                                     | MC đặc biệt tập 660 (21/12)                               |
| 2019 | SBS MTV    | The Show                                          | Jinyoung                                                    | MC đặc biệt (03/12)                                       |
| 2020 | MBC        | Show! Music Core                                  | Minhyun                                                     | MC đặc biệt (05/09)                                       |
| 2020 | SBS        | Inkigayo                                          | Woojin                                                      | MC đặc biệt (20/09)                                       |

### Chương trình thực tế
| Năm  | Kênh        | Tên chương trình                         | Thành viên | Số tập | Vai trò    |
| 2017 | Mnet        | Produce 101 Mùa 2                        | Cả nhóm    | 11     | Thí sinh   |
| 2017 | Mnet        | Wanna One GO                             | Cả nhóm    | 2      | Chính mình |
| 2017 | SBS Mobidic | Wanna City                               | Cả nhóm    | 4      | Chính mình |
| 2017 | Mnet        | Wanna One GO: ZERO BASE                  | Cả nhóm    | 8      | Chính mình |
| 2017 | Mnet        | WANNA ONE COMEBACK (Nothing Without You) | Cả nhóm    | 1      | Chính mình |
| 2018 | Mnet        | WANNA ONE COMEBACK (I Promise You)       | Cả nhóm    | 1      | Chính mình |
| 2018 | Mnet        | Wanna One GO In Jeju                     | Cả nhóm    | 3      | Chính mình |
| 2018 | Mnet        | Wanna One GO: X-CON                      | Cả nhóm    | 5      | Chính mình |
| 2018 | Olleh TV    | Wanna Travel                             | Cả nhóm    | 12     | Chính mình |
| 2018 | V Live      | LieV                                     | Cả nhóm    | 1      | Chính mình |
| 2018 | V Live      | Star Road                                | Cả nhóm    | 24     | Chính mình |
| 2018 | Mnet        | WANNA ONE COMEBACK (Power Of Destiny)    | Cả nhóm    | 1      | Chính mình |
| 2018 | Olleh TV    | Wanna Travel Season 2                    | Cả nhóm    | 9      | Chính mình |

### Quảng cáo (CF)
| Năm       | Sản phẩm                           | Công ty                  | Nhãn hiệu                     | Thành viên                                                                             | Chú thích                  |
| 2017      | Quần áo (thể thao)                 | E-Land Group             | K-Swiss                       | Cả nhóm                                                                                | Hợp tác cùng Park Bogum    |
| 2017      | Đồ uống có cồn                     | Hite Jinro               | Hite Extra Cold               | Jisung, Sungwoon, Minhyun, Seongwu, Jaehwan, Daniel                                    | Hợp tác cùng Daniel Henney |
| 2017      | Ứng dụng điện thoại                | Naver                    | Snow                          | Cả nhóm                                                                                |                            |
| 2017      | Dịch vụ thanh toán                 | Samsung                  | Samsung Pay                   | Cả nhóm                                                                                |                            |
| 2017      | Nước giải khát (cà phê)            | KOREA YAKULT             | Cold Brew Coffee              | Cả nhóm                                                                                |                            |
| 2017      | Quần áo                            | K2 Korea                 | Eider                         | Cả nhóm                                                                                |                            |
| 2017      | Máy sưởi ấm tay                    | Wov Korea                | Wov Korea                     | Cả nhóm                                                                                |                            |
| 2017-2018 | Trò chơi trên điện thoại           | SmileGate                | The Musician                  | Cả nhóm                                                                                |                            |
| 2017-2018 | Mỹ phẩm                            | AmorePacific             | Innisfree                     | Cả nhóm                                                                                | Người mẫu online           |
| 2017-2018 | Quần áo (đồng phục)                | IVYclub                  | IVYclub                       | Cả nhóm                                                                                |                            |
| 2017-2018 | Thức ăn (kẹo)                      | Lotte Confectionery      | Yo-Hi, Sô cô la Lactobacillus | Cả nhóm                                                                                |                            |
| 2017-2018 | Nước giải khát có gas              | Lotte Confectionery      | Millkis Yo-Hi Water           | Cả nhóm                                                                                |                            |
| 2017-2018 | Thức ăn (gà rán)                   | Mexicana                 | Mexicana Chicken              | Cả nhóm                                                                                |                            |
| 2017-2018 | Kính áp tròng                      | CLAIRE'S KOREA           | LENS NINE                     | Cả nhóm                                                                                |                            |
| 2017-2018 | Mỹ phẩm (nước hoa)                 | CEO International        | CLEAN                         | Cả nhóm                                                                                |                            |
| 2017-2018 | Mỹ phẩm (chăm sóc tóc)             | Nanum CNC                | Think Nature                  | Daniel                                                                                 | Người mẫu độc quyền        |
| 2017-2018 | Chuỗi cửa hàng đồ ăn nhanh         | Lotteria                 | Lotteria                      | Cả nhóm                                                                                |                            |
| 2017-2018 | Ga giường                          | Euro Deco                | The Spring Home               | Daniel                                                                                 | Người mẫu độc quyền        |
| 2017-2018 | Tai nghe                           | Mobifren                 | Mobifren                      | Cả nhóm                                                                                |                            |
| 2017-2018 | Thức ăn (sô cô la)                 | Lotte Confectionery      | Ghana Airlight                | Cả nhóm                                                                                |                            |
| 2018      | Quần áo (giày/túi)                 | K2 Korea                 | Eider                         | Cả nhóm                                                                                |                            |
| 2018      | Quần áo                            | Aioli                    | LAP                           | Daniel                                                                                 | Người mẫu độc quyền        |
| 2018      | Nền tảng ứng dụng di động tổng hợp | Shinhan Bank             | Shinhan Bank Super App        | Cả nhóm                                                                                |                            |
| 2018      | Chăm sóc răng miệng                | AmorePacific             | Pleasia                       | Cả nhóm                                                                                |                            |
| 2018      | Đồ uống (vitamin)                  | Kwangdong Pharmaceutical | Vita500                       | Cả nhóm                                                                                |                            |
| 2018      | Đồ uống có cồn                     | Hite Jinro               | Hite Extra Cold               | Daniel                                                                                 |                            |
| 2018      | Nền tảng ứng dụng di động tổng hợp | Gmarket                  | Gmarket App                   | Cả nhóm                                                                                |                            |
| 2018      | Phụ kiện thời trang                | NexTem                   | Clavis                        | Seongwu, Jihoon                                                                        | Người mẫu độc quyền        |
| 2018      | Quạt máy                           | Bokuk Electronics        | Bokuk Air Jet Circulator      | Daniel                                                                                 | Người mẫu độc quyền        |
| 2018      | Quần áo (thể thao)                 | Reebok Korea             | Reebok                        | Cả nhóm                                                                                |                            |
| 2018      | Mỹ phẩm                            | April Skin               | April Skin                    | Jihoon                                                                                 | Người mẫu độc quyền        |
| 2018      | Quần áo                            | CJ O Shopping            | Ce.&                          | Jisung, Sungwoon, Minhyun, Seongwu, Jaehwan, Jihoon, Woojin, Jinyoung, Daehwi, Kuanlin | Quảng cáo T-shirt          |
| 2018      | Thức ăn (kem)                      | Binggrae                 | Binggrae Supercone            | Cả nhóm                                                                                |                            |
| 2018      | Nền tảng ứng dụng di động tổng hợp | Netmarble                | MODOO MARBLE                  | Cả nhóm                                                                                | Quảng cáo game             |
| 2018      | Mắt kính                           | Kissing Heart            | Kissing Heart Sunglasses      | Daniel                                                                                 |                            |
| 2018      | Mỹ phẩm (mặt nạ)                   | Habenbee                 | DR.JART+                      | Kuanlin                                                                                | Người mẫu độc quyền        |
| 2018      | Mỹ phẩm (son môi)                  | Memebox                  | I'M MEME                      | Minhyun                                                                                | Người mẫu độc quyền        |

### Người mẫu tạp chí
| Năm  | Tên tạp chí         | Thành viên                         | Số phát hành         |
| 2017 | 1st Look            | Cả nhóm                            | Tháng 7 (Vol.137)    |
| 2017 | CéCi Another Choice | Cả nhóm                            | Tháng 8              |
| 2017 | Singles             | Cả nhóm                            | Tháng 8              |
| 2017 | Asta TV             | Cả nhóm                            | Tháng 8              |
| 2017 | Weekly Chosun       | Daniel                             | Tháng 8 (Vol.2470)   |
| 2017 | Weekly DongA        | Seongwu, Jihoon                    | Tháng 9 (Vol.1104)   |
| 2017 | Weekly DongA        | Jisung, Sungwoon, Minhyun, Daehwi  | Tháng 9 (Vol.1105)   |
| 2017 | Weekly DongA        | Jaehwan, Woojin, Jinyoung, Kuanlin | Tháng 9 (Vol.1106)   |
| 2017 | Instyle             | Daniel                             | Tháng 10             |
| 2017 | CéCi Another Choice | Cả nhóm                            | Tháng 10             |
| 2017 | Weekly DongA        | Daniel                             | Tháng 10 (Vol.11010) |
| 2017 | Star1               | Cả nhóm                            | Tháng 11 (Vol.68)    |
| 2017 | GQ Korea            | Cả nhóm                            | Tháng 11             |
| 2018 | GQ Korea            | Daniel                             | Tháng 1              |
| 2018 | 1st Look            | Jihoon, Woojin                     | Tháng 1 (Vol.147)    |
| 2018 | High Cut            | Cả nhóm                            | Tháng 2 (Vol.216)    |
| 2018 | Star1               | Cả nhóm                            | Tháng 4 (Vol.73)     |
| 2018 | The Star Korea      | Seongwu, Kuanlin                   | Tháng 5              |
| 2018 | CéCi Another Choice | Minhyun, Woojin, Jinyoung, Daehwi  | Tháng 5              |
| 2018 | Elle Korea          | Daniel                             | Tháng 7              |
| 2018 | The Star Japan      | Seongwu, Kuanlin                   | Tháng 8              |
| 2018 | 1st Look            | Cả nhóm                            | Tháng 9 (Vol.162)    |
| 2018 | Marie Claire        | Daniel                             | Tháng 12             |
| 2018 | Dicon               | Cả nhóm                            | Tháng 12 (Vol.4)     |
| 2019 | Marie Claire        | Daehwi                             | Tháng 3              |

### Radio
| Năm  | Kênh            | Tên chương trình                      | Thành viên                                                            | Ngày        | Chú thích          |
| 2017 | KBS Cool FM     | Park Myung-soo's Radio Show           | Cả nhóm                                                               | 24 tháng 8  |                    |
| 2017 | KBS Cool FM     | Lee Hong-ki's Kiss the Radio          | Cả nhóm                                                               | 28 tháng 8  |                    |
| 2017 | SBS Power FM    | Choi Hwa-jung's Power Time            | Cả nhóm                                                               | 29 tháng 8  |                    |
| 2017 | tbs FM          | Choi Il-gu's Hurricane Radio          | Jihoon                                                                | 23 tháng 10 | Kết nối điện thoại |
| 2017 | SBS Power FM    | NCT's Night Night!                    | Sungwoon, Minhyun, Jaehwan, Woojin                                    | 21 tháng 11 |                    |
| 2018 | SBS Power FM    | NCT's Night Night!                    | Sungwoon, Minhyun                                                     | 16 tháng 2  | Kết nối điện thoại |
| 2018 | MBC Standard FM | Lee Yoon-suk, Choi Hee's Good Weekend | Jisung, Sungwoon, Minhyun, Jaehwan, Woojin, Jinyoung, Daehwi, Kuanlin | 3 tháng 3   |                    |
| 2018 | CBS Standard FM | Kim Hyun-jung's News Show             | Jisung                                                                | 19 tháng 3  | Kết nối điện thoại |
| 2018 | SBS Power FM    | Choi Hwa-jung's Power Time            | Seongwu, Jihoon, Jinyoung, Daehwi, Kuanlin                            | 5 tháng 6   |                    |
| 2018 | tbs FM          | Choi Il-gu's Hurricane Radio          | Seongwu, Jihoon, Jinyoung, Daehwi, Kuanlin                            | 5 tháng 6   |                    |
| 2018 | SBS Power FM    | Two O'clock Escape Cultwo Show        | Jisung, Sungwoon, Minhyun, Jaehwan, Daniel, Woojin                    | 6 tháng 6   |                    |

### Video âm nhạc
| Năm  | Tên video âm nhạc            | Ngày phát hành | Album                       |
| 2017 | ENERGETIC                    | 7 tháng 8      | 1X1=1 (To Be One)           |
| 2017 | BURN IT UP (Extended Ver.)   | 10 tháng 8     | 1X1=1 (To Be One)           |
| 2017 | BEAUTIFUL (Movie ver.)       | 13 tháng 11    | 1-1=0 (Nothing Without You) |
| 2017 | BEAUTIFUL (Performance ver.) | 20 tháng 11    | 1-1=0 (Nothing Without You) |
| 2018 | I.P.U (Special Theme Track)  | 5 tháng 3      | 0+1=1 (I Promise You)       |
| 2018 | BOOMERANG                    | 19 tháng 3     | 0+1=1 (I Promise You)       |
| 2018 | LIGHT                        | 4 tháng 6      | 1÷x=1 (Undivided)           |
| 2018 | SPRING BREEZE                | 19 tháng 11    | 1¹¹=1 (Power of Destiny)    |

### Xuất hiện trong video âm nhạc
| Năm  | Tên video âm nhạc | Nghệ sĩ           | Thành viên     |
| 2016 | DANGEROUS         | MC GREE           | Woojin, Daehwi |
| 2017 | FREEZE            | Momoland          | Jaehwan        |
| 2017 | ROLLY             | Good Day          | Jinyoung       |
| 2017 | ONLY YOU          | Huh Gak           | Seongwoo       |
| 2017 | JELLY             | Jeon Soyeon       | Kuanlin        |
| 2018 | DAY WITHOUT YOU   | Davichi           | Daniel         |
| 2018 | ONE SUMMER        | Yang Da Il, Wendy | Woojin         |

## Danh sách buổi hòa nhạc

### Concert và Tour
| Năm  | Tên                                     | Ngày        | Thành phố            | Quốc gia    | Địa điểm                                       |
| 2017 | Wanna One Premier Show-Con Debut        | 7 tháng 8   | Seoul                | Hàn Quốc    | Gocheok Sky Dome                               |
| 2017 | Wanna One Premier Fan-Con               | 15 tháng 12 | Seoul                | Hàn Quốc    | SK Olympic Handball Gymnasium                  |
| 2017 | Wanna One Premier Fan-Con               | 16 tháng 12 | Seoul                | Hàn Quốc    | SK Olympic Handball Gymnasium                  |
| 2017 | Wanna One Premier Fan-Con               | 17 tháng 12 | Seoul                | Hàn Quốc    | SK Olympic Handball Gymnasium                  |
| 2017 | Wanna One Premier Fan-Con               | 23 tháng 12 | Busan                | Hàn Quốc    | BEXCO                                          |
| 2017 | Wanna One Premier Fan-Con               | 24 tháng 12 | Busan                | Hàn Quốc    | BEXCO                                          |
| 2018 | Wanna One World Tour - 'One: The World' | 1 tháng 6   | Seoul                | Hàn Quốc    | Gocheok Sky Dome                               |
| 2018 | Wanna One World Tour - 'One: The World' | 2 tháng 6   | Seoul                | Hàn Quốc    | Gocheok Sky Dome                               |
| 2018 | Wanna One World Tour - 'One: The World' | 3 tháng 6   | Seoul                | Hàn Quốc    | Gocheok Sky Dome                               |
| 2018 | Wanna One World Tour - 'One: The World' | 21 tháng 6  | San Jose, California | Hoa Kỳ      | Event Center Arena                             |
| 2018 | Wanna One World Tour - 'One: The World' | 26 tháng 6  | Dallas               | Hoa Kỳ      | Trung tâm Hội nghị Fort Worth                  |
| 2018 | Wanna One World Tour - 'One: The World' | 29 tháng 6  | Chicago              | Hoa Kỳ      | Allstate Arena                                 |
| 2018 | Wanna One World Tour - 'One: The World' | 2 tháng 7   | Atlanta              | Hoa Kỳ      | Infinite Energy Arena                          |
| 2018 | Wanna One World Tour - 'One: The World' | 10 tháng 7  | Chiba                | Nhật Bản    | Makuhari Messe                                 |
| 2018 | Wanna One World Tour - 'One: The World' | 11 tháng 7  | Chiba                | Nhật Bản    | Makuhari Messe                                 |
| 2018 | Wanna One World Tour - 'One: The World' | 13 tháng 7  | Singapore            | Singapore   | Sân vận động trong nhà Singapore               |
| 2018 | Wanna One World Tour - 'One: The World' | 15 tháng 7  | Jakarta              | Indonesia   | Trung tâm hội nghị và triển lãm Indonesia      |
| 2018 | Wanna One World Tour - 'One: The World' | 21 tháng 7  | Kuala Lumpur         | Malaysia    | Axiata Arena                                   |
| 2018 | Wanna One World Tour - 'One: The World' | 28 tháng 7  | Hồng Kông            | Trung Quốc  | AsiaWorld–Expo                                 |
| 2018 | Wanna One World Tour - 'One: The World' | 29 tháng 7  | Hồng Kông            | Trung Quốc  | AsiaWorld–Expo                                 |
| 2018 | Wanna One World Tour - 'One: The World' | 4 tháng 8   | Băng Cốc             | Thái Lan    | Impact Arena                                   |
| 2018 | Wanna One World Tour - 'One: The World' | 5 tháng 8   | Băng Cốc             | Thái Lan    | Impact Arena                                   |
| 2018 | Wanna One World Tour - 'One: The World' | 17 tháng 8  | Melbourne            | Úc          | Hisense Arena                                  |
| 2018 | Wanna One World Tour - 'One: The World' | 25 tháng 8  | Đào Viên             | Đài Loan    | Nhà thi đấu Đại học Thể thao Quốc gia Đài Loan |
| 2018 | Wanna One World Tour - 'One: The World' | 26 tháng 8  | Đào Viên             | Đài Loan    | Nhà thi đấu Đại học Thể thao Quốc gia Đài Loan |
| 2018 | Wanna One World Tour - 'One: The World' | 1 tháng 9   | Manila               | Philippines | Mall of Asia Arena                             |
| 2019 | Wanna One Concert - 'Therefore'         | 24 tháng 1  | Seoul                | Hàn Quốc    | Gocheok Sky Dome                               |
| 2019 | Wanna One Concert - 'Therefore'         | 25 tháng 1  | Seoul                | Hàn Quốc    | Gocheok Sky Dome                               |
| 2019 | Wanna One Concert - 'Therefore'         | 26 tháng 1  | Seoul                | Hàn Quốc    | Gocheok Sky Dome                               |
| 2019 | Wanna One Concert - 'Therefore'         | 27 tháng 1  | Seoul                | Hàn Quốc    | Gocheok Sky Dome                               |

### Fan-meeting
| Năm  | Tên Fanmeeting                            | Ngày        | Thành phố    | Quốc gia    | Địa điểm                        |
| 2017 | Wanna One 1st FAN MEETING IN BANGKOK      | 16 tháng 9  | Bangkok      | Thái Lan    | HALL 106, BITEC BANGNA          |
| 2017 | Wanna One 1st FAN MEETING IN SINGAPORE    | 22 tháng 9  | Singapore    | Singapore   | ZEPP, BIGBOX SINGAPORE          |
| 2017 | Wanna One 1st FAN MEETING IN HONGKONG     | 3 tháng 10  | Hongkong     | Trung Quốc  | ASIA WORLD-EXPO HALL            |
| 2017 | Wanna One 1st FAN MEETING IN HONGKONG     | 4 tháng 10  | Hongkong     | Trung Quốc  | ASIA WORLD-EXPO HALL            |
| 2017 | Wanna One 1st FAN MEETING IN TAIPEI       | 6 tháng 10  | Đài Loan     | Đài Loan    | NTU SPORTS CENTER               |
| 2017 | Wanna One 1st FAN MEETING IN TAIPEI       | 7 tháng 10  | Đài Loan     | Đài Loan    | NTU SPORTS CENTER               |
| 2017 | Wanna One 1st FAN MEETING IN MANILA       | 13 tháng 10 | Manila       | Philippines | SMART ARANETA COLISEUM          |
| 2018 | Wanna One 1st FAN MEETING IN MACAU        | 14 tháng 1  | Ma Cao       | Trung Quốc  | EVENT CENTER, STUDIO CITY MACAU |
| 2018 | Wanna One 1st FAN MEETING IN KUALA LUMPUR | 19 tháng 1  | Kuala Lumpur | Malaysia    | STADIUM NEGARA                  |
| 2018 | Wanna One 1st FAN MEETING IN JAKARTA      | 21 tháng 1  | Jakarta      | Indonesia   | HALL 5, ICE BSD CITY            |

### Các sự kiện khác
| Năm  | Tên                                             | Ngày          | Thành phố   | Quốc gia  | Địa điểm                                     |
| 2017 | Produce 101 Season 2 FINALE CONCERT             | 1 - 2 tháng 7 | Seoul       | Hàn Quốc  | Olympic Park Olympic Hall                    |
| 2017 | KCON 2017 LOS ANGELES                           | 20 tháng 8    | Los Angeles | Hoa Kỳ    | Trung tâm Staples                            |
| 2017 | 2017 Incheon International Airport Sky Festival | 3 tháng 9     | Incheon     | Hàn Quốc  | Quảng trường cỏ sân bay quốc tế Incheon      |
| 2017 | Incheon K-pop Concert 2017                      | 9 tháng 9     | Incheon     | Hàn Quốc  | Sân vận động Incheon Munhak                  |
| 2017 | KCON 2017 AUSTRALIA                             | 23 tháng 9    | Sydney      | Úc        | Qudos Bank Arena                             |
| 2017 | 2017 Gangnam Festival K-pop Concert             | 29 tháng 9    | Seoul       | Hàn Quốc  | COEX Yeongdongdae-ro                         |
| 2017 | 2017 Korea Music Festival                       | 30 tháng 9    | Seoul       | Hàn Quốc  | Gocheok Sky Dome                             |
| 2017 | 2017 Fever Festival                             | 30 tháng 9    | Seoul       | Hàn Quốc  | Seoul Plaza                                  |
| 2017 | 2017 Busan One Asia Festival                    | 22 tháng 10   | Busan       | Hàn Quốc  | Sân vận động chính Asiad Busan               |
| 2017 | 2017 The Seoul Awards                           | 27 tháng 10   | Seoul       | Hàn Quốc  | Hội trường Hòa bình Trường Đại học Kyung Hee |
| 2017 | 2017 Dream Concert in Pyeongchang               | 5 tháng 11    | Pyeongchang | Hàn Quốc  | Sân vận động Olympic Pyeongchang             |
| 2018 | Music Bank in Chile                             | 23 tháng 3    | Santiago    | Chile     | Movistar Arena                               |
| 2018 | KCON 2018 JAPAN                                 | 13 tháng 4    | Chiba       | Nhật Bản  | Makuhari Messe                               |
| 2018 | 2018 Seowon Valley Green Concert                | 27 tháng 5    | Gyeonggi    | Hàn Quốc  | Seowon Valley Golf Course                    |
| 2018 | KCON 2018 NEW YORK                              | 24 tháng 6    | Newark      | Hoa Kỳ    | Trung tâm Prudential                         |
| 2018 | M COUNTDOWN in TAIPEI                           | 5 tháng 7     | Đài Bắc     | Đài Loan  | Nhà thi đấu Đài Bắc                          |
| 2018 | 2018 Ulsan Summer Festival                      | 23 tháng 7    | Ulsan       | Hàn Quốc  | Sân vận động Ulsan                           |
| 2018 | 2018 Korea Music Festival                       | 1 tháng 8     | Seoul       | Hàn Quốc  | Gocheok Sky Dome                             |
| 2018 | KCON 2018 LOS ANGELES                           | 11 tháng 8    | Los Angeles | Hoa Kỳ    | Trung tâm Staples                            |
| 2018 | 2018 DMC Festival Super Concert                 | 5 tháng 9     | Seoul       | Hàn Quốc  | Sangam Culture Square                        |
| 2018 | 2018 Hallyu Pop Fest                            | 7 - 8 tháng 9 | Singapore   | Singapore | Sân vận động trong nhà Singapore             |
| 2018 | 2018 Daegu Kpop Festival                        | 9 tháng 9     | Daegu       | Hàn Quốc  | Duryu Baseball Stadium                       |
| 2018 | Music Bank in Berlin                            | 15 tháng 9    | Berlin      | Đức       | Hội trường Max Schmeling                     |
| 2018 | KCON 2018 THAILAND                              | 29 tháng 9    | Băng Cốc    | Thái Lan  | Impact, Muang Thong Thani                    |
| 2018 | 2018 Asia Song Festival                         | 3 tháng 10    | Busan       | Hàn Quốc  | Sân vận động chính Asiad Busan               |
| 2018 | 2018 Gangnam Festival                           | 6 tháng 10    | Seoul       | Hàn Quốc  | Youngdongdae Special Stage                   |
| 2018 | 2018 BBQ Super Concert                          | 14 tháng 10   | Suwon       | Hàn Quốc  | Sân vận động World Cup Suwon                 |
| 2018 | 2018 Busan One Asia Festival                    | 20 tháng 10   | Busan       | Hàn Quốc  | Sân vận động chính Asiad Busan               |
| 2018 | 2018 Jeju Hallyu Festival                       | 4 tháng 11    | Jeju        | Hàn Quốc  | Sân vận động World Cup Jeju                  |
| 2018 | 2018 HEC Korea Concert                          | 17 tháng 11   | Băng Cốc    | Thái Lan  | Sân vận động Thammasat                       |

## Giải thưởng và đề cử
Kể từ khi mới ra mắt, Wanna One đã nhận được nhiều giải thưởng tại các lễ trao giải như Mnet Asian Music Awards, Golden Disc Awards, Seoul Music Awards, Melon Music Awards và Gaon Chart Music Awards. Wanna One cũng giành được tổng cộng 49 chiến thắng trên các chương trình âm nhạc của Hàn Quốc, chiến thắng đầu tiên của nhóm là vào ngày 16 tháng 8 năm 2017 với bài hát "Energetic" trên Show Champion của đài MBC, chỉ 9 ngày kể từ khi chính thức ra mắt. Wanna One chính thức khép lại hoạt động của nhóm với tổng cộng 101 giải thưởng.